# Wenke Brüdgam

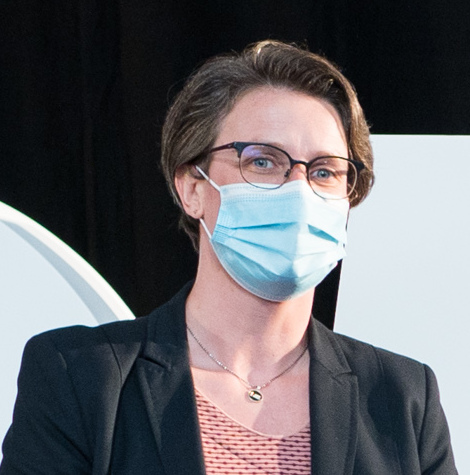
Wenke Brüdgam

Wenke Brüdgam, auch Wenke Brüdgam-Pick (* 19. November 1984 in Rostock) ist eine deutsche Politikerin (PDS, Die Linke). Zusammen mit Torsten Koplin war sie von 2017 bis 2022 Vorsitzende des Landesvorstands der Partei Die Linke, dem sie seit 2010 angehört.  Im Februar 2022 wurde sie durch die Landesregierung Mecklenburg-Vorpommerns zur Landesbeauftragten für Frauen und Gleichstellung berufen. Sie ist seit 2009 Mitglied des Kreistages des Landkreises Nordvorpommern beziehungsweise des Landkreises Vorpommern-Rügen.

## Leben
Wenke Brüdgam legte 2004 ihr Abitur am Richard-Wossidlo-Gymnasium in Ribnitz-Damgarten ab. Im Anschluss begann sie ein Bachelor-Studium der Politikwissenschaften und des Öffentlichen Rechts an der Universität Rostock.
Dieses schloss sie mit ihrer Abschlussarbeit Gender Mainstreaming in der Bildung in Mecklenburg-Vorpommern ab.
Anschließend nahm Brüdgam das Magistra-Artium-Studium der Politikwissenschaften und der Neueren Geschichte Europas auf und schloss dieses mit der Abschlussarbeit Politische Auseinandersetzungen zu Transformationsprozessen in der Bildungspolitik in Mecklenburg-Vorpommern seit 2000 ab.
Ehrenamtlich engagierte Wenke Brüdgam sich bis 2020 als Schöffin am Landgericht. Seit 2009 ist sie Mitglied des Kreistages, zunächst Nordvorpommerns jetzt Vorpommern-Rügens. Seit 2014 fungiert sie dabei als stellvertretende Fraktionsvorsitzende. In einem Sportverein trainiert sie Jugendliche.
Wenke Brüdgam ist verheiratet und Mutter zweier Kinder.

## Publikationen
- Wenke Brüdgam-Pick: Wie verlief der Besuch von Erich Honecker bei Helmut Kohl und welche Auswirkungen hatte er auf die Zusammenarbeit? Grin Verlag, Rostock 2006, ISBN 978-3-638-76569-5.
- Wenke Brüdgam-Pick: Gender Mainstreaming in der Bildung in Mecklenburg-Vorpommern.
- Wenke Brüdgam-Pick: Politische Auseinandersetzungen zu Transformationsprozessen in der Bildungspolitik in Mecklenburg-Vorpommern seit 2000.